# Varades
Varades je francouzská obec v departementu Loire-Atlantique, v regionu Pays de la Loire. V roce 2007 zde žilo 3 517 obyvatel. Je střediskem kantonu Varades.